# Бусская городская община
Бусская городская общи́на (укр. Буська міська громада) — территориальная община в Золочевском районе Львовской области Украины.
Административный центр — город Буск.
Население составляет 30 290 человек. Площадь — 663,1 км².

## Населённые пункты
В состав общины входит 1 город (Буск), 1 посёлок (Олеско) и 66 сёл:
- Ангеловка
- Бажаны
- Баймаки
- Бачка
- Боложинов
- Браховка
- Будиголош
- Вербляны
- Волица-Деревлянская
- Волуйки
- Гаевское
- Горбачи
- Грабина
- Грабова
- Гумниска
- Гута
- Гутиско-Турьянское
- Думница
- Дунев
- Журатин
- Заболотное
- Заболото
- Заброд
- Заводское
- Закомарье
- Заставье
- Йосиповка
- Кизлов
- Кудырявцы
- Купче
- Куты
- Лабач
- Ланеровка
- Леньков
- Лесовое (Топоровский старостинский округ)
- Лесовое (Турьянский старостинский округ)
- Лесовое (Чаныжский старостинский округ)
- Лесок
- Маращанка
- Нивы
- Новосёлки
- Новый Милятин
- Новый Репнев
- Ожидов
- Павлики
- Переволочная
- Побужаны
- Подставки
- Ракитное
- Ракобовты
- Репнев
- Рыжаны
- Сидоры
- Соколовка
- Соколя
- Старый Милятин
- Столпин
- Теребежи
- Топоров
- Турья
- Хватов
- Циков
- Чаныж
- Чишки
- Чучманы
- Яблоновка